# RS Feva
RS Feva er en jolle, der kan sejles af enten en eller to personer.
Alle kan sejle Feva-jollen, store som små og begyndere som øvede har glæde af den. Den er oplagt som springbræt mellem mindre enmandsjoller som Optimisten til større joller som 29'eren.
Feva-jollens største konkurrent er Mirror-jollen, der er mere stabil, men i høj grad mangler Fevaens fart.

## To størrelser
RS Feva fås både som en- og topersonersjolle. De kaldes hendholdsvis RS Feva S og RS Feva XL. Forskellen er sejlene: På RS Feva XL findes et stort storsejl, fok og gennaker (ballonklyver), mens der på RS Feva S findes et mindre storsejl, og det er frivilligt, om man sejler med fok og gennaker.

## Skrogogrig
Skroget er 3,64 m langt og 1,42 m bredt og lavet af polyethylen. Dette gør, at denne jolle er mindre vedligeholdelseskrævende end andre joller, der sædvanligvis er lavet af glasfiber, og samtidig er den udsædvanlig let og dermed nem at håndtere. Endvidere er Fevaen synkefri, da der er instøbt opdriftsmiddel i skroget. LYS: 1,12. 
Sejlene er lavet af dacron eller mylar, og masten og bommen er af aluminium. Masten kan deles i to og kan derfor nemt transporteres.

## Udbredelse
Jollen har været på det udenlandske marked siden 2001, og især i England er det blevet en meget populær og hurtigtvoksende klasse. I Danmark blev de første både af klassen bygget i 2005. Jollens store udbredelse kan skyldes den lave pris, ca. 40.000 kr. fra ny, og fleksibilitet.
Dansk Sejlunion og rederiet TORM har i 2007 sammen satset på udbredelsen af Feva-jollen i Danmark. Sammen har de udbudt 100 Feva-joller til danske sejlklubbber med et økonomisk tilskud på 10.000,- pr. jolle ved køb af 2-6 stk. Dette er et af de største projekter i sejlunionens historie og historien har blandt andet spredt sig helt til Australien. Sejlklubberne har budt projektet velkommen, og på under en måned er de alle de tilskudsberettigede joller blevet solgt.

## Eksterne links
1. ↑  "Sail-World.com : Danish Youth Sailing goes for 100 RS Feva". Arkiveret fra originalen 8. oktober 2007. Hentet 20. april 2007.

- RS Class Association – RS Feva Owners Club
- RS Sailing – RS Feva

| Vandsport/vandtransport | Spire Denne vandsports- eller vandtransportsartikel er en spire som bør udbygges. Du er velkommen til at hjælpe Wikipedia ved at udvide den. |